# 朝来市

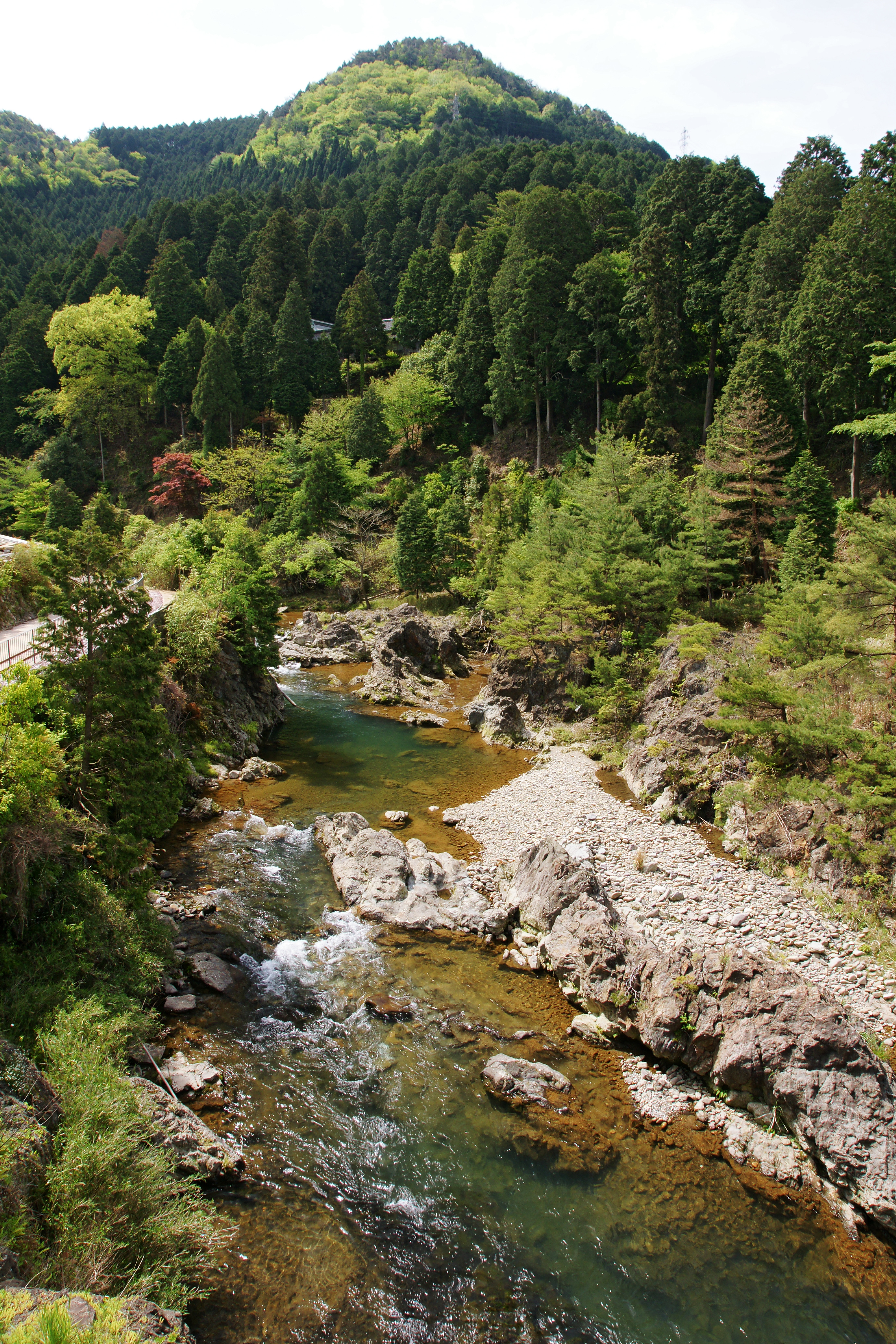
市川（生野町口銀谷）

朝来市（あさごし）は、兵庫県の北中部に位置する市である。但馬県民局管轄地域。但馬地方の南端に位置する。

## 概要
山陰地方である但馬と神戸市などの京阪神方面の間に位置し、兵庫県内で交通の要衝である。また、「日本のマチュピチュ」と称される竹田城がある。

## 地理
中国山地に属し、山間部が多く出石糸井県立自然公園および朝来群山県立自然公園がある。気候は日本海側気候・内陸性気候であり、寒暖の差が大きく豪雪地帯に指定されている。
日本海と瀬戸内海の分水嶺となっており、市の北中部を円山川が北流し、南部では市川が南流する。
鉄道では山陰本線と播但線、国道では国道9号と国道312号が合流し、京阪神地区や丹波地方・播磨地方から但馬地方・山陰地方に至る交通の要衝でもある。
| 和田山の気候             | 和田山の気候  | 和田山の気候  | 和田山の気候  | 和田山の気候  | 和田山の気候  | 和田山の気候  | 和田山の気候 | 和田山の気候  | 和田山の気候  | 和田山の気候  | 和田山の気候 | 和田山の気候  | 和田山の気候   |
| 月                       | 1月           | 2月           | 3月           | 4月           | 5月           | 6月           | 7月          | 8月           | 9月           | 10月          | 11月         | 12月          | 年             |
| ------------------------ | ------------- | ------------- | ------------- | ------------- | ------------- | ------------- | ------------ | ------------- | ------------- | ------------- | ------------ | ------------- | -------------- |
| 最高気温記録 °C （°F）   | 18.1 (64.6)   | 22.1 (71.8)   | 25.4 (77.7)   | 32.2 (90)     | 34.1 (93.4)   | 36.8 (98.2)   | 37.8 (100)   | 38.3 (100.9)  | 36.9 (98.4)   | 31.4 (88.5)   | 27.4 (81.3)  | 21.7 (71.1)   | 38.3 (100.9)   |
| 平均最高気温 °C （°F）   | 7.1 (44.8)    | 8.1 (46.6)    | 12.6 (54.7)   | 19.0 (66.2)   | 24.1 (75.4)   | 26.9 (80.4)   | 30.6 (87.1)  | 31.9 (89.4)   | 27.3 (81.1)   | 21.7 (71.1)   | 15.9 (60.6)  | 10.1 (50.2)   | 19.6 (67.3)    |
| 日平均気温 °C （°F）     | 2.6 (36.7)    | 3.1 (37.6)    | 6.6 (43.9)    | 12.2 (54)     | 17.6 (63.7)   | 21.5 (70.7)   | 25.4 (77.7)  | 26.2 (79.2)   | 21.9 (71.4)   | 15.9 (60.6)   | 10.2 (50.4)  | 5.1 (41.2)    | 14.0 (57.2)    |
| 平均最低気温 °C （°F）   | −0.9 (30.4)   | −0.9 (30.4)   | 1.4 (34.5)    | 5.8 (42.4)    | 11.7 (53.1)   | 17.1 (62.8)   | 21.7 (71.1)  | 22.2 (72)     | 18.0 (64.4)   | 11.6 (52.9)   | 5.8 (42.4)   | 1.2 (34.2)    | 9.6 (49.3)     |
| 最低気温記録 °C （°F）   | −12.5 (9.5)   | −12.8 (9)     | −9.6 (14.7)   | −2.9 (26.8)   | 0.1 (32.2)    | 6.6 (43.9)    | 13.8 (56.8)  | 14.9 (58.8)   | 7.0 (44.6)    | 1.2 (34.2)    | −2.3 (27.9)  | −7.8 (18)     | −12.8 (9)      |
| 降水量 mm （inch）       | 122.5 (4.823) | 109.7 (4.319) | 120.8 (4.756) | 101.0 (3.976) | 121.9 (4.799) | 151.6 (5.969) | 187.7 (7.39) | 145.7 (5.736) | 224.5 (8.839) | 147.2 (5.795) | 85.4 (3.362) | 110.2 (4.339) | 1,628 (64.094) |
| 降雪量 cm （inch）       | 64 (25.2)     | 66 (26)       | 11 (4.3)      | 0 (0)         | 0 (0)         | 0 (0)         | 0 (0)        | 0 (0)         | 0 (0)         | 0 (0)         | 0 (0)        | 26 (10.2)     | 170 (66.9)     |
| 平均降水日数 （≥1.0 mm） | 16.7          | 15.4          | 14.7          | 10.8          | 9.9           | 11.5          | 12.6         | 9.7           | 12.2          | 10.6          | 11.2         | 14.9          | 150.1          |
| 平均月間日照時間         | 86.2          | 87.4          | 129.1         | 168.9         | 182.9         | 132.7         | 141.6        | 186.2         | 123.4         | 123.6         | 106.7        | 93.9          | 1,559.8        |
| 出典：気象庁             |               |               |               |               |               |               |              |               |               |               |              |               |                |

| 生野の気候               | 生野の気候   | 生野の気候    | 生野の気候   | 生野の気候    | 生野の気候    | 生野の気候    | 生野の気候     | 生野の気候    | 生野の気候     | 生野の気候    | 生野の気候    | 生野の気候   | 生野の気候       |
| 月                       | 1月          | 2月           | 3月          | 4月           | 5月           | 6月           | 7月            | 8月           | 9月            | 10月          | 11月          | 12月         | 年               |
| ------------------------ | ------------ | ------------- | ------------ | ------------- | ------------- | ------------- | -------------- | ------------- | -------------- | ------------- | ------------- | ------------ | ---------------- |
| 最高気温記録 °C （°F）   | 15.0 (59)    | 20.2 (68.4)   | 24.0 (75.2)  | 29.2 (84.6)   | 32.4 (90.3)   | 35.8 (96.4)   | 37.5 (99.5)    | 38.0 (100.4)  | 37.0 (98.6)    | 31.8 (89.2)   | 26.2 (79.2)   | 20.7 (69.3)  | 38.0 (100.4)     |
| 平均最高気温 °C （°F）   | 6.1 (43)     | 7.0 (44.6)    | 11.4 (52.5)  | 17.7 (63.9)   | 22.9 (73.2)   | 25.9 (78.6)   | 29.7 (85.5)    | 31.3 (88.3)   | 26.3 (79.3)    | 20.5 (68.9)   | 14.7 (58.5)   | 8.9 (48)     | 18.5 (65.3)      |
| 日平均気温 °C （°F）     | 1.9 (35.4)   | 2.5 (36.5)    | 6.0 (42.8)   | 11.6 (52.9)   | 16.8 (62.2)   | 20.7 (69.3)   | 24.7 (76.5)    | 25.7 (78.3)   | 21.4 (70.5)    | 15.4 (59.7)   | 9.6 (49.3)    | 4.4 (39.9)   | 13.4 (56.1)      |
| 平均最低気温 °C （°F）   | −1.3 (29.7)  | −1.1 (30)     | 1.3 (34.3)   | 6.0 (42.8)    | 11.2 (52.2)   | 16.4 (61.5)   | 21.2 (70.2)    | 21.9 (71.4)   | 17.7 (63.9)    | 11.3 (52.3)   | 5.5 (41.9)    | 0.9 (33.6)   | 9.2 (48.6)       |
| 最低気温記録 °C （°F）   | −9.7 (14.5)  | −9.9 (14.2)   | −7.3 (18.9)  | −2.5 (27.5)   | 0.8 (33.4)    | 6.2 (43.2)    | 13.3 (55.9)    | 14.2 (57.6)   | 7.8 (46)       | 1.3 (34.3)    | −1.8 (28.8)   | −7.1 (19.2)  | −9.9 (14.2)      |
| 降水量 mm （inch）       | 97.0 (3.819) | 107.4 (4.228) | 161.3 (6.35) | 172.0 (6.772) | 205.5 (8.091) | 228.7 (9.004) | 285.7 (11.248) | 196.3 (7.728) | 263.8 (10.386) | 173.8 (6.843) | 101.3 (3.988) | 99.1 (3.902) | 2,091.8 (82.354) |
| 平均降水日数 （≥1.0 mm） | 13.2         | 13.6          | 13.7         | 11.4          | 11.4          | 12.8          | 14.8           | 11.2          | 12.6           | 9.8           | 10.4          | 12.3         | 147.2            |
| 平均月間日照時間         | 85.3         | 89.0          | 136.9        | 177.6         | 186.3         | 126.5         | 132.1          | 173.3         | 127.4          | 144.1         | 115.6         | 97.8         | 1,592            |
| 出典：気象庁             |              |               |              |               |               |               |                |               |                |               |               |              |                  |

## 歴史
古代の但馬国朝来郡の地である。

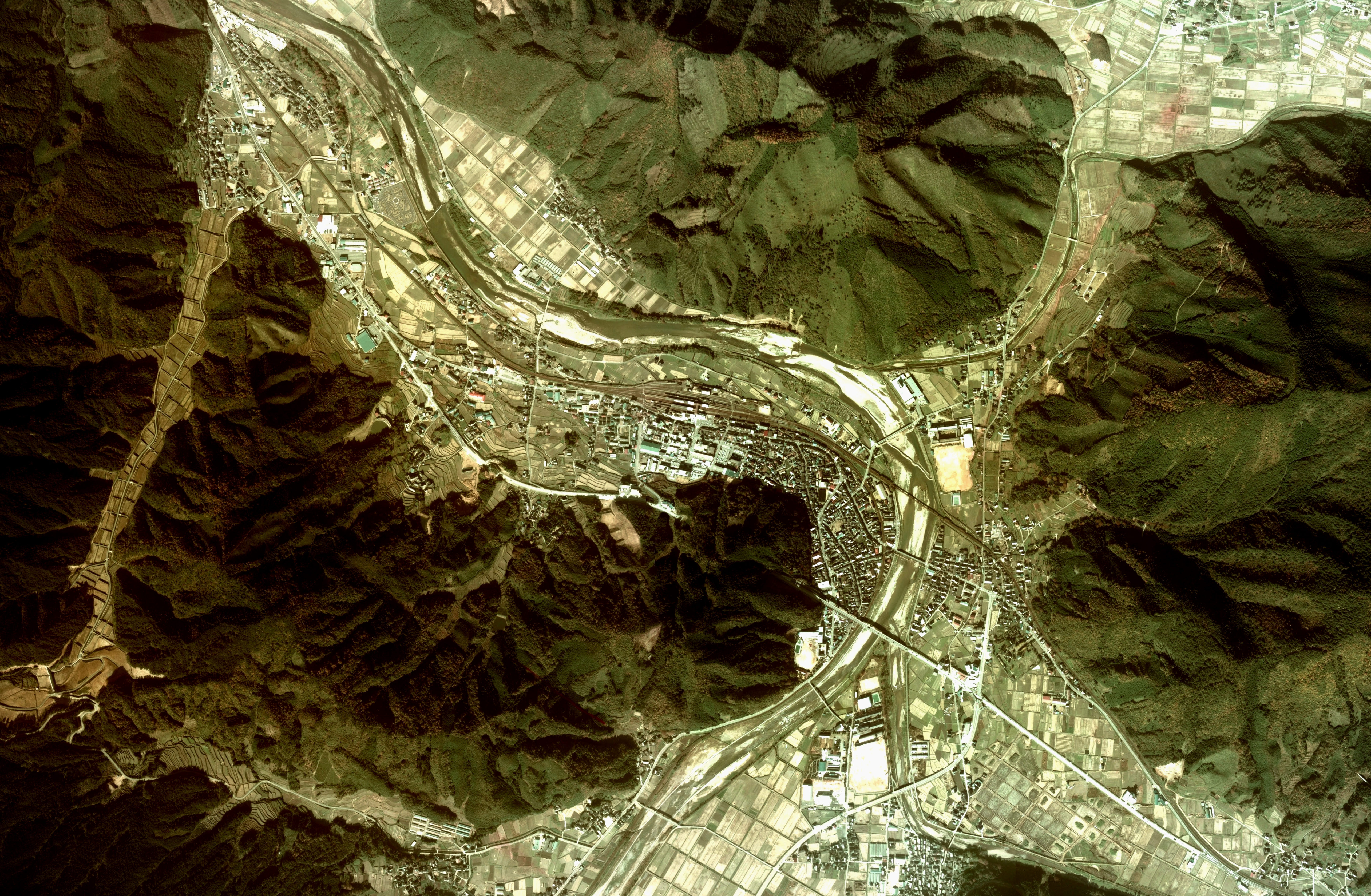
市役所のある和田山地区周辺の空中写真。
1976年撮影の3枚を合成作成。。

朝来郡には近畿地方最大の円墳などの古墳が多く、発掘された副葬品などから、古代に巨大権力者がいたことが推測されている。生野銀山は、平安時代初期の807年（大同2年）に開坑したと伝えられる。本格的な採掘は戦国時代に、但馬国守護大名・山名祐豊により始まり、織田、豊臣、徳川などの時の権力者は直轄地とし、重要な財源とした。江戸時代は、一部に旗本領、出石藩領、豊岡藩領があったが、生野銀山を中心として大部分が幕府領であった。
- 古墳時代、若水A11号墳、城の山古墳、池田古墳、茶すり山古墳、船宮古墳などが作られる
- 708年（和銅元年）、粟鹿大明神元記（あわがだいみょうじんもとつふみ）が成立
- 807年（大同2年）、生野銀山が開坑（伝承）
- 1431年（永享3年）、竹田城構築に着手（口碑）（ - 1443年（嘉吉3））
- 1468年（応仁2年）、丹波国細川氏の軍勢が朝来郡へ侵攻、但馬国山名氏方の軍勢が撃退
- 1542年（天文11年）、生野銀山の本格採掘始まる
- 1569年（永禄12年）、木下秀吉が但馬侵攻、10日間で生野銀山から此隈山城（出石）まで18城を陥落
- 1600年（慶長5年）、竹田城廃城
- 1863年10月12日（文久3年）、生野の変（生野義挙）おこる
- 1868年閏4月28日（慶応4年）、久美浜県に属する
- 1869年8月10日（明治2年）、生野県が久美浜県より分離し、朝来郡生野口銀谷町（現・朝来市生野町口銀谷）に県庁が置かれる
- 1871年11月2日（明治4年）、生野県が廃止され、豊岡県に編入
- 1876年（明治9年）8月21日、豊岡県が廃止され、兵庫県に編入
- 1876年（明治9年）、生野鉱山寮馬車道（生野 - 飾磨）完成
- 1879年（明治12年）5月、神子畑鉱山（加盛山）開坑
- 1895年（明治28年）4月17日、播但鉄道 長谷 - 生野間開業（生野駅開業）
- 1901年（明治34年）8月29日、播但鉄道 生野 - 新井間開業（新井駅開業）
- 1906年（明治39年）4月1日、山陽鉄道 新井 - 和田山間開業（竹田駅・和田山駅開業、播但線全線開通）
- 1908年（明治41年）7月1日、鉄道 和田山 - 八鹿間開業
- 1911年（明治44年）10月25日、福和線 福知山 - 和田山間開業（梁瀬駅開業）
- 1919年（大正8年）、神子畑鉱山休止
- 1934年（昭和9年）8月10日、播但線青倉駅開業
- 1968年（昭和43年）10月5日、昭和天皇、香淳皇后が第23回国民体育大会の帰途、北兵庫整形外科センター（当時）を訪問[1]。
- 1973年（昭和48年）3月22日、生野銀山閉山
- 1973年（昭和48年）5月27日、遠阪トンネル有料道路開通
- 1992年（平成4年）3月26日、播但連絡道路 神崎北 - 生野北間開通
- 2000年（平成12年）5月27日、播但連絡道路 生野北 - 和田山IC間開通（播但連絡道全線開通）
- 2005年（平成17年）4月1日、朝来郡生野町・和田山町・山東町・朝来町が合併して朝来市が発足
- 2006年（平成18年）7月22日、北近畿豊岡自動車道 氷上IC - 和田山IC間開通
- 2006年（平成18年）10月、兵庫のじぎく国体 ハンドボール（成年男子）が和田山体育センターで開催される。
- 2007年（平成19年）7月、特別巡回・みんなのラジオ体操会が県立和田山高等学校で実施される。
- 2011年（平成23年）6月30日、基金運用に用いていた仕組債などで約12億3,000万円の含み損が生じたことから、SMBC日興証券など金融機関4社に対し和解などを求め、ADRを大阪市の第三者機関に申請[2]
- 2012年4月、「竹田城課」を新設[3][4]
- 2013年（平成25年）6月、保有する仕組債などを約54億円で売却・解約した。受け取った利息を含めると、最終的に約4億4,500万円の差益も生まれた[5][6][7][8]。
- 2013年（平成25年）12月に、GoogleのCMで竹田城跡が取り上げられることにより、爆発的に観光客が約60万人に激増する。[9]
- 2015年（平成27年）6月、NHKのど自慢公開生放送が、和田山ジュピターホールで開催される。
- 2015年（平成27年）12月、2016年版「住みたい田舎ベストランキング」総合ランキング1位として朝来市が選ばれる。（宝島社「田舎暮らしの本」2月号）
- 2016年（平成28年）4月、朝来市役所 新庁舎が開庁。
- 2016年（平成28年）5月、公立豊岡病院組合立 朝来医療センターが開院。
- 2017年（平成29年）4月、「播但貫く 銀の馬車道 鉱石の道〜資源大国日本の記憶をたどる73kmの轍〜」として、朝来市ほか5市町に渡るストーリーが日本遺産として文化庁に認定される。[10]

## 行政
- 市長：藤岡勇（元朝来市副市長）

（任期：2021年5月8日〜2025年5月8日、2021年5月8日就任から1期目）

### 歴代市長
| 代 | 氏名     | 就任                     | 退任                     | 備考 |
| -- | -------- | ------------------------ | ------------------------ | ---- |
| 1  | 井上英俊 | 2005年（平成17年）5月8日 | 2009年（平成21年）5月7日 |      |
| 2  | 多次勝昭 | 2009年（平成21年）5月8日 | 2021年（令和3年）5月7日  |      |
| 3  | 藤岡勇   | 2021年（令和3年）5月8日  | 現職                     |      |

## 議会

### 朝来市議会
- 議員：18名

### 兵庫県議会
2019年3月29日告示の兵庫県議会議員選挙以降は養父市と本市でひとつの選挙区（養父市及び朝来市選挙区）をなす。その定数は1である。
- 2019年4月7日 最終投票率：56.75%

| 候補者名   | 当落 | 政党   | 得票   |
| ---------- | ---- | ------ | ------ |
| ふじた孝夫 | 当選 | 無所属 | 15,156 |
| 安福英則   | 落選 | 無所属 | 10,308 |

- 2023年4月 無投票で藤田孝夫（無所属）が再選

2019年より前は、本市でひとつの選挙区（朝来市選挙区）だった。その定数は1である。
- 2007年4月 最終投票率：

| 候補者名 | 当落 | 政党   | 得票   |
| -------- | ---- | ------ | ------ |
| 藤本正昭 | 当選 | 無所属 | 12,710 |
| 清水隆夫 | 落選 | 無所属 | 2,278  |

- 2011年4月 最終投票率：50.83%

| 候補者名 | 当落 | 政党   | 得票   |
| -------- | ---- | ------ | ------ |
| 安福英則 | 当選 | 無所属 | 10,286 |
| 秋山篤三 | 落選 | 無所属 | 2,917  |

- 2015年4月 無投票で安福英則（無所属）が再選

### 衆議院
- 選挙区：兵庫5区（豊岡市、川西市（旧東谷村域）、三田市、篠山市、養父市、丹波市、朝来市、川辺郡、美方郡）
- 任期：2021年10月31日 - 2025年10月30日
- 当日有権者数：368,205人
- 投票率：61.59％

| 当落 | 候補者名 | 年齢 | 所属党派     | 新旧別 | 得票数   | 重複 |
| ---- | -------- | ---- | ------------ | ------ | -------- | ---- |
| 当   | 谷公一   | 69   | 自由民主党   | 前     | 94,656票 | ○    |
| 比当 | 遠藤良太 | 36   | 日本維新の会 | 新     | 65,714票 | ○    |
|      | 梶原康弘 | 65   | 立憲民主党   | 元     | 62,414票 | ○    |

## 警察
- 南但馬警察署（旧・和田山警察署、旧・朝来警察署）
  - 生野警部派出所が存在したが、2021年3月22日の警察署再編に伴って生野駅前派出所に改組された[11]。

## 公立医療機関
- 公立豊岡病院組合
  - 朝来医療センター

## 経済

### 産業
- 製造業（飲食料品、金属製品、電気機械、非鉄金属）
- サービス業（医療・保健・社会保障・介護）

### 金融
- 但馬銀行（金融機関コード0164）支店5
- 但馬信用金庫（金融機関コード1692）支店4
- 但陽信用金庫（金融機関コード1696）支店4
- 兵庫信用組合（金融機関コード2606）支店1
- ゆうちょ銀行（金融機関コード9900）郵便局11

### 立地企業
- エコマネジメント株式会社 神子畑事務所
- 関西電力株式会社奥多々良木発電所（黒川ダム・多々良木ダム）、関西電力送配電株式会社奥多々良木変電所
- 株式会社グンゼ 梁瀬工場
- 此の友酒造株式会社
- 株式会社タクミナ
- 株式会社播磨屋本店 生野総本店、生野工場
- ヒラキ株式会社 生野事業所
- 藤井電機株式会社
- フジッコ株式会社 和田山工場
- 三菱マテリアル株式会社 生野事業所
- 三菱マテリアル資源開発株式会社 西日本支店
- 三菱マテリアルテクノ株式会社 生野事業所
- 三菱マテリアル不動産株式会社 生野事業所
- 和田山竹田家具
- 山芳製菓株式会社 本店、関西工場
- 朝来バイオマス発電所

## 姉妹都市・提携都市

### 海外
- ニューバーグ（アメリカ合衆国 オレゴン州） - 2000年7月30日姉妹都市提携
- パース（カナダ オンタリオ州） - 2008年6月28日姉妹都市提携
- バルビゾン（フランス セーヌ＝エ＝マルヌ県） - 2008年10月18日友好都市提携
- この他にも、ポートランド (オレゴン州)（アメリカ合衆国　オレゴン州）や、慶州（大韓民国　慶尚北道）にもそれぞれ中学生、小学生の使節団派遣を行っている。

### 国内
- 長崎県壱岐市

2015年（平成27年）6月27日に友好都市提携。江戸時代中期の但馬地方（現・朝来市）で起きた大規模な農村一揆で捕らえられ、壱岐の島に流罪となった小山弥兵衛（こやま やへえ）が、子どもたちに読み書き・そろばんを教授するなど当時の壱岐に住む人々の生活文化の向上に貢献したことから。
- 大分県竹田市（歴史文化交流パートナーシップ宣言）
- 宮城県山元町（復旧復興支援）

## 地域
朝来市の地域は、大きく合併前の地域に分けられる。生野、朝来、和田山、山東の4地域。
なお、住所表示は旧朝来町を除いて「兵庫県朝来市○○町」となり、町以下は従来と同じ。

### 人口
平成22年国勢調査より前回調査からの人口増減をみると、5.67 % 減の32,819人であり、増減率は県下41市町中35位、49行政区域中43位。
| |                                        |  |
| 朝来市と全国の年齢別人口分布（2005年） | 朝来市の年齢・男女別人口分布（2005年） |  |
| ■紫色 ― 朝来市 ■緑色 ― 日本全国 | ■青色 ― 男性 ■赤色 ― 女性              |  |
| 朝来市（に相当する地域）の人口の推移 \| 1970年（昭和45年） \| 39,506人 \| \| \| 1975年（昭和50年） \| 37,763人 \| \| \| 1980年（昭和55年） \| 36,850人 \| \| \| 1985年（昭和60年） \| 37,149人 \| \| \| 1990年（平成2年） \| 36,625人 \| \| \| 1995年（平成7年） \| 36,766人 \| \| \| 2000年（平成12年） \| 36,069人 \| \| \| 2005年（平成17年） \| 34,791人 \| \| \| 2010年（平成22年） \| 32,814人 \| \| \| 2015年（平成27年） \| 30,805人 \| \| \| 2020年（令和2年） \| 28,989人 \| \| |                                        |  |
| 総務省統計局 国勢調査より |                                        |  |
| 1970年（昭和45年） | 39,506人                               |  |
| 1975年（昭和50年） | 37,763人                               |  |
| 1980年（昭和55年） | 36,850人                               |  |
| 1985年（昭和60年） | 37,149人                               |  |
| 1990年（平成2年） | 36,625人                               |  |
| 1995年（平成7年） | 36,766人                               |  |
| 2000年（平成12年） | 36,069人                               |  |
| 2005年（平成17年） | 34,791人                               |  |
| 2010年（平成22年） | 32,814人                               |  |
| 2015年（平成27年） | 30,805人                               |  |
| 2020年（令和2年） | 28,989人                               |  |

2014年（平成26年）5月8日に「日本創成会議・人口減少問題検討分科会」が発表した2040年人口推計結果で、20歳から39歳までの若年女性の減少率が2010年（平成22年）比で63.5%となり、「消滅可能性都市」の1つとされた。

#### 人口推移
緑色で示したものが、朝来市の人口である。（朝来市発足以前は現在の市域の人口）なお、人口は国勢調査による各年10月1日時点のものである。
| 1965年（昭和40年） | 43,637 |
| 2010年（平成22年） | 32,819 |

### 教育
小学校
- 朝来市立枚田小学校
- 朝来市立東河小学校
- 朝来市立大蔵小学校
- 朝来市立糸井小学校
  - 朝日分校（平成28年3月31日廃止）
- 朝来市立竹田小学校
  - 藤和分校（平成28年3月31日廃止）
- 朝来市立生野小学校
- 朝来市立梁瀬小学校
- 朝来市立中川小学校
- 朝来市立山口小学校

中学校
- 朝来市立和田山中学校
- 朝来市立生野中学校
- 朝来市立梁瀬中学校
- 朝来市立朝来中学校
- 生野学園中学校

高等学校
- 兵庫県立生野高等学校
- 兵庫県立和田山高等学校
- 生野学園高等学校

特別支援学校
- 兵庫県立和田山特別支援学校

自然学校
- 兵庫県立南但馬自然学校
- 西宮市立山東自然の家

### 郵便局
集配郵便局
- 和田山郵便局 - 669-52XX（和田山町）、669-51XX（山東町）
- 生野郵便局 - 679-33XX（生野町）
- 新井郵便局 - 679-34XX（旧朝来町）

無集配郵便局
- 和田山本町郵便局
- 和田山大蔵郵便局
- 糸井郵便局
- 竹田郵便局
- 梁瀬郵便局（2007年3月集配業務廃止）
- 山東柊木郵便局
- 生野新町郵便局
- 中川郵便局

簡易郵便局
- 円山簡易郵便局
- 東河簡易郵便局
- 新井南簡易郵便局
- 栃原簡易郵便局

## 隣接している自治体
兵庫県
- 豊岡市
- 養父市
- 丹波市
- 宍粟市
- 神崎郡神河町
- 多可郡多可町

京都府
- 福知山市

## 交通
古来より播磨地方、丹波地方から山陰地方に至る接点であり、交通の要衝である。
播但連絡道路が和田山まで通じており、中国自動車道や山陽自動車道へ短時間で乗り入れられるようになっている。また、2006年7月22日には北近畿豊岡自動車道の一部として、遠阪峠を越えて舞鶴若狭自動車道の春日IC（丹波市）まで開通した（春日IC - 氷上IC間は、2005年4月17日部分開通）。

### 鉄道路線
市の代表駅：和田山駅
西日本旅客鉄道（JR西日本）
- 山陰本線
  - 梁瀬駅 - 和田山駅
- 播但線
  - 生野駅 - 新井駅 - 青倉駅 - 竹田駅 - 和田山駅

### バス
- 神姫グリーンバス
- 全但バス
- 朝来市コミュニティバス「アコバス」（2007年1月9日より運行開始・上記2社に運行委託）

### 道路

#### 高速道路
- E72 北近畿豊岡自動車道（一部、遠阪トンネル有料道路）（国道483号）
  - 山東IC - 山東PA - 和田山IC/JCT
- E95 播但連絡道路（国道312号）
  - 生野ランプ - 生野北第一ランプ - 生野北第二ランプ - 朝来SA - 朝来IC - 和田山TB/PA - 和田山IC/JCT

#### 国道
国道9号線と国道312号線は和田山（一本柳交差点）で交差する。
- 国道9号
- 国道312号
- 国道427号
- 国道429号

#### 県道
- 県道10号朝来出石線
- 県道39号一宮生野線
- 県道63号山東大江線
- 県道70号十二所澤線
- 県道104号物部藪崎線
- 県道136号浅野山東線
- 県道273号金浦和田山線
- 県道274号岡田林垣線
- 県道275号粟鹿早田線
- 県道276号檜倉山東線
- 県道277号溝黒竹田線
- 県道367号岩屋生野線
- 県道526号与布土桑市線
- 県道527号畑宮田線

#### 道の駅
- あさご
- 但馬のまほろば
- フレッシュあさご

## 合併前の各町位置図

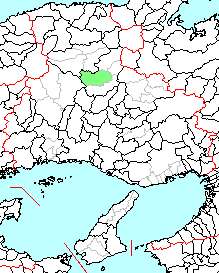
朝来町
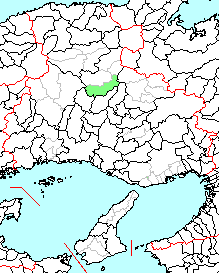
生野町
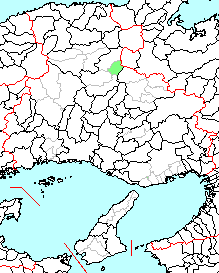
山東町
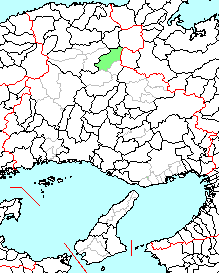
和田山町

## 名所・旧跡・観光スポット

### 朝来エリア（中部）
- 神子畑（みこばた）エリア
  - 神子畑選鉱所
  - 神子畑鋳鉄橋
  - ムーセ旧居 （ムーセハウス写真館、ムーセ旧居資料館）
- 奥多々良木発電所 - 日本最大の水力発電所
- あさご芸術の森 - 多々良木ダム直下の彫刻の森。美術館、歴史民俗資料館のほか、温泉宿泊施設1件がある。
  - あさご芸術の森美術館
  - 朝来市朝来歴史民俗資料館
  - 立脇トウスガ谷古墳
- あさご森の図書館
- 青倉神社
- さのう高原
- クラインガルテン伊由の郷
- 八代の大ケヤキ（樹齢1600年、国の天然記念物）
- フォレストアドベンチャー朝来

### 山東エリア（東部）
- 粟鹿神社 - 但馬国一宮、名神大社
- 奥山渓谷
- よふど温泉
- ヒメハナ公園
- 楽音寺
- 室尾森林自然公園屋外活動センター
- 山東野外活動施設「さんとうアウトドアビレッジ」
- 西宮市立山東自然の家

### 和田山エリア（北部）
- 竹田城跡：国史跡
- 播但線竹田駅 - 木造駅舎と竹田の街並み
- 立雲峡
- 糸井渓谷
- 糸井の大カツラ（国の天然記念物）
- 赤渕神社 - 式内社、本殿は国の重要文化財
- 和田山郷土歴史館（歴史民俗資料館、郷土文化財館）
- 法道寺

### 生野エリア（南部）
- 史跡 生野銀山
- 銀山湖
- 口銀谷（銀山まち回廊） - 景観形成地区 (兵庫県指定)
  - 旧生野鉱山職員宿舎（甲社宅、志村喬記念館）- 明治9年の建築、現存日本最古の社宅、市指定文化財
  - 但陽信用金庫会館（但陽会館、但陽美術館）
  - 生野書院（生野史料館） - 郷土資料館
  - 生野まちづくり工房井筒屋 - 旧郷宿（旧吉川邸）、1832年築、景観形成重要建造物等 (兵庫県指定)、国の登録有形文化財
  - 生野義挙碑（生野代官所跡）
  - 旧海崎医院 - 登録有形文化財
- 黒川温泉 美人の湯
- 黒川ダム
- 大明寺
- 魚ヶ滝
- 段ヶ峰

### 行事・催事
- 十日えびす／二宮神社 （1月10日）
- 厄神祭／盈岡神社、加都神社 （1月17日、18日）
- 銀谷のひな祭り／生野町口銀谷地区、奥銀谷地区（3月上旬）
- 兵庫・山東ロードレース（3月第3日曜日）…2007年の第26回大会をもって中止
- 大日祭／金剛院 （3月28日）
- 金比羅大祭／金比羅神社 （4月第2日曜日）
- 山神祭／山神宮 （4月第2日曜日）
- 放光院春の大祭／放光院 （4月第2土曜日）
- 秋葉神社大祭／秋葉神社、桐葉寺 （4月17日）
- 生野銀山へいくろう祭／史跡生野銀山（4月15日に近い日曜日）
- 岩屋観音大祭／鷲原寺 （4月第3日曜日）
- 青倉神社大祭／青倉神社 （4月25日）
- 銀谷のわらべ／生野町口銀谷地区（5月上旬）
- たたらぎダム湖マラソン大会（6月第1日曜日）
- ほたるまつり
  - 朝来市役所山東庁舎、与布土川、粟鹿川、磯部川など（6月上旬）
  - 石田地区（6月上旬）
  - さのうコミュニティセンター、佐中川（6月中旬）
- 寺内ざんざか踊り／山王神社 （7月第3日曜日）
- 竹田松明祭／和田山町竹田 （7月23日）
- 生野夏物語／生野町口銀谷（8月13日〜8月15日）
- 朝来夏祭り／新井（8月16日）
- 山東夏祭り／山東町梁瀬（8月19日）
- 和田山地蔵祭／和田山町和田山周辺 （8月22日、8月23日）
- 放光院秋の大祭／放光院 （9月21日）
- 宮ノ谷不動尊大護摩／生野町真弓 （9月最終日曜日）
- 銀谷祭り／生野町口銀谷（9月下旬）
- 竹田秋祭り／和田山町竹田 （体育の日の前々日と前日の土日）
- 生野秋祭り／生野町
- 粟鹿神社例祭／粟鹿神社 （10月17日）
- 宮神楽／石部神社 （10月第3日曜日）
- イルミネーション
  - 生野イルミネーションロード（12月上旬 - 翌年1月上旬）
  - 朝来市SANTO-OKINAREYO（12月1日 - 翌年1月上旬）

### イベント会場
- 和田山ジュピターホール
- 生野マインホール
- あさご・ささゆりホール

## 出身人物
- 戸田正三（衛生学者、金沢大学初代学長、日本学士院会員）
- 赤頭隆児（バンド・フレデリックのギタリスト）
- 青山熊治（ドイツ語版）（画家）
- 安積理一郎（池田草庵の愛弟子）
- 浅田貞次郎（政治家）
- 安保詮（ミドリ電化創業者）
- 隂山英男（教育者）
- 片岡孝（ロシア語学者。大阪外国語大学名誉教授・レニングラード大学教授）
- 片岡永（小説家）
- 日下寛治（彫刻家）
- 小谷澄之（柔道家）
- 志村喬（俳優）
- 柴田勝太郎（尿素肥料の開発者）
- 笑福亭鶴笑（落語家）
- 白瀧幾之助（画家）
- 心諒尼（尼僧）
- 竹村健一（政治評論家。父祖が兵庫県朝来市生野町黒川の出身[13]で、自身も兵庫県立生野高等学校出身）
- 中山市朗 (作家)
- 原六郎（実業家）
- 藤原東川（歌人）
- 藤原次郎（映像作家）
- 藤原良平（プロ野球選手）
- 森はな（児童文学作家）
- 淀井敏夫（彫刻家）
- 和田三造（画家、アメリカ・アカデミー賞受賞者）
- 中治稔郎（天母教教祖）
- 松本航 （プロ野球選手）
- 高未悠加 （アイドルグループ燃えこれ学園メンバー ）